# Hålanda distrikt
Hålanda distrikt är ett distrikt i Ale kommun och Västra Götalands län. 
Distriktet ligger nordost om Ale kommuns centralort Nödinge-Nol. Närmsta tätorter är Skepplanda i Skepplanda distrikt, Gräfsnäs i Alingsås kommun samt Lödöse och Nygård i Lilla Edets kommun. Småorter är Höga, Sandåker och Verle.

## Tidigare administrativ tillhörighet
Distriktet inrättades 2016 och utgörs av socknen Hålanda i Ale kommun
Området motsvarar den omfattning Hålanda församling hade vid årsskiftet 1999/2000.